# French Theory

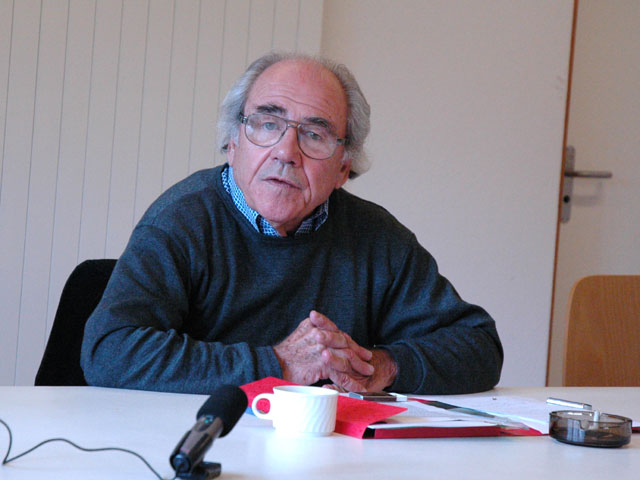
Jean Baudrillard en 2004.

La French Theory (/fɹɛnt͡ʃ ˈθiːəɹi/ ; littéralement « théorie française » en anglais) est un corpus postmoderne de théories philosophiques, littéraires et sociales, où le concept de déconstruction tient une place centrale, dans la lignée du post-structuralisme.
Cette terminologie anglaise émerge dans les universités et les travaux de recherche américains dans les années 1970 à partir d'un courant de pensée né dans les années 1960 en France, et doit beaucoup, en termes de diffusion, à la revue Semiotext(e) (en) fondée par Sylvère Lotringer en 1974 (Université Columbia, MIT Press).
La French Theory rencontra un engouement particulier dans les départements américains de lettres (Humanities), à partir des années 1980, où elle a contribué à l'apparition des études culturelles, études de genre et études postcoloniales. La French Theory a également eu une forte influence dans le milieu des arts et du militantisme. Dans le champ des recherches universitaires américaines, elle prend le nom plus scientifique de post-structuralism.
Les principaux auteurs rattachés à ce mouvement sont, en France : Louis Althusser, Jean Baudrillard, Simone de Beauvoir, Hélène Cixous, Gilles Deleuze, Jacques Derrida, Michel Foucault, Félix Guattari, Luce Irigaray, Julia Kristeva, Jacques Lacan, Jean-François Lyotard, Jacques Rancière, René Girard et Monique Wittig, et aux États-Unis : Eve Kosofsky Sedgwick, Judith Butler, Gayatri Chakravorty Spivak, Stanley Fish, Edward Said, Richard Rorty, Avital Ronell, Donna Haraway.
Le retentissement des travaux de ces auteurs français a donné naissance aux États-Unis à un mouvement intellectuel appelé French Theory. À la suite de l'affaire Sokal, fut publié, en octobre 1997, l'ouvrage d'Alan Sokal et Jean Bricmont : Impostures intellectuelles, qui fut à l'origine d'une certaine médiatisation en France de la French Theory, ainsi que de critiques et débats à l'encontre de ses inspirateurs. Les auteurs de l'ouvrage y critiquent le manque de rigueur et de pertinence des propos d'un certain nombre de philosophes liés à la French Theory, lorsqu'ils tentent de se servir des sciences dites « dures » dans leur argumentation.

## Une dénomination anglaise pour un corpus français
Selon François Cusset, le regroupement de ces auteurs français aux États-Unis sous le terme French Theory apparaît en France très artificiel. Ce rassemblement dans une même école philosophique gommerait les singularités et fortes divergences théoriques de leurs œuvres respectives. Selon Cusset, les seules similitudes qui apparaissent sont des démarches critiques semblables :
- la critique du sujet, de la représentation et de la continuité historique ;
- la relecture de Freud, Nietzsche et Heidegger ;
- la critique de la « critique » elle-même, c'est-à-dire de la tradition philosophique allemande.

La French Theory serait née de la conjonction aux États-Unis de plusieurs facteurs, dont : 
- la « préexistence » de courants intellectuels ou politiques, au sein des universités américaines, dont les théories étaient proches ou facilement assimilables ;
- l'« américanisation », réorganisation et dé-contextualisation des concepts français originaux ;
- la transmission des idées au travers de modes de publication spécifiques (extraits publiés dans des revues universitaires et marginales plutôt que traduction intégrale des œuvres) ;
- la prépondérance des entretiens croisés entre auteurs français (donnant l'impression d'un corpus homogène) ;
- les difficultés de traduction ;
- les usages non concordants des citations dans les travaux universitaires.

## Postérité
En France, à compter du milieu des années 1970, on assiste à l'estompement graduel de la French Theory dans un paysage intellectuel fortement marqué par les déceptions (à gauche) de l'après mai-68. De fortes personnalités médiatiques rangées sous la désignation de « nouveaux philosophes » entraînent les débats français vers diverses formes de combats pour les droits et la conquête de l'appareil politique à des fins humanitaires. Les intellectuels qui se réclament de Foucault, Deleuze, Baudrillard, etc., disparaissent de l'avant-scène et le milieu universitaire s'en désintéresse graduellement. C’est paradoxalement dans ce contexte que la French Theory prend son essor aux États-Unis. Dans les années 2000, la French Theory refait son apparition en France sous l’influence de traduction de travaux américains et en prenant différentes formes de remise en cause accusatrices du modèle français (études de genre, études post-coloniales, etc.), qui posent la question philosophique et politique de la différence, du pouvoir et de l’imposition des normes.